# Macarostola tegulata
Macarostola tegulata är en fjärilsart som beskrevs av Edward Meyrick 1908. Macarostola tegulata ingår i släktet Macarostola och familjen styltmalar. Inga underarter finns listade i Catalogue of Life.